# Okres Ilava
Ilava is een district (Slowaaks: Okres) in de Slowaakse regio Trenčín. De hoofdstad is Ilava. Het district bestaat uit 3 steden (Slowaaks: Mesto) en 18 gemeenten (Slowaaks: Obec).

## Steden
- Dubnica nad Váhom
- Ilava
- Nová Dubnica

## Lijst van gemeenten
| - Bohunice - Bolešov - Borčice - Červený Kameň - Dulov - Horná Poruba | - Kameničany - Košeca - Košecké Podhradie - Krivoklát - Ladce - Mikušovce | - Pruské - Sedmerovec - Slavnica - Tuchyňa - Vršatské Podhradie - Zliechov |

Okres Bánovce nad Bebravou · Okres Ilava · Okres Myjava · Okres Nové Mesto nad Váhom · Okres Partizánske · Okres Považská Bystrica · Okres Prievidza · Okres Púchov · Okres Trenčín